# 注溪镇
注溪镇，是中华人民共和国贵州省黔东南苗族侗族自治州岑巩县下辖的一个乡镇级行政单位。
2012年，贵州省人民政府批复同意撤销注溪乡，设置注溪镇，镇人民政府驻衙院村。

## 行政区划
注溪镇下辖以下地区：
注溪社区、注溪村、衙院村、中寨村、六部屯村、三道水村、地朗村、面溪村、马家沟村、哨坪村、小堡村、岑王村和周坪村。